# 山外张耿氏碉楼
山外张耿氏碉楼是一座位于中华人民共和国浙江省玉环市（县级市，由台州市代管）的碉楼，坐落在该市的龙溪镇山外张村。

## 简介
这座碉楼为当地姓耿的人家所建造的，建于中华民国大陆时期。该碉楼的朝向为西偏北30度。碉楼建筑占地面积约26平方米，共两层，石木结构，外墙由乱石垒砌而成，墙上有多处射击孔、观察口。原为小青瓦两面坡顶，后年久失修而塌，墙面长有杂草并有开裂。1949年解放军占领玉环后解放军曾在此驻扎。